# 绍博·高布丽埃洛
绍博·高布丽埃洛（匈牙利語：Szabó Gabriella，1986年8月14日—），生于布达佩斯，是一名匈牙利皮划艇运动员。主攻皮艇竞速。她自2000年代后期开始参加国际比赛。

## 运动生涯
绍博代表匈牙利参加了2008年、2012年和2016年三届奥运，共赢得了3金1银。2008年北京奥运，她联同队友出战女子500米四人皮艇项目，最终匈牙利不敌德国获得银牌。2012年伦敦奥运，她联同队友出战女子500米四人皮艇项目，收获个人首枚奥运金牌。而在2016年里约奥运，她出战女子500米双人和四人皮艇两个项目，均获得冠军。
绍博还参加过多届世界锦标赛和欧洲锦标赛。她在世锦赛上共收获9枚金牌（双人皮艇500米：2009、2010、2014、2015；双人皮艇1000米：2010、2013；四人皮艇500米：2011、2013、2014）、1枚银牌（四人皮艇500米：2015）和1枚铜牌（双人皮艇1000米：2007）。除此之外她还和科扎克·达努塔、卡拉斯·翁瑙和Ninetta Vad联同出战2015年欧洲运动会皮划艇竞速四人皮艇500米项目，并为匈牙利夺得一枚金牌。